# Бен Че (провинция)
Бен Че (на виетнамски: Bến Tre) (буквално: Бамбукови земи) е виетнамска провинция разположена в регион Донг Банг Сонг Ку Лонг. На север граничи с провинция Тиен Жианг, на юг с Вин Лонг, на запад с провинциите Тиен Жианг и Вин Лонг, а на изток с Южнокитайско море. Населението е 1 266 700 жители (по приблизителна оценка за юли 2017 г.).

## Административно деление
Провинция Бен Че се състои от един самостоятелен град-административен център и от седем окръга:
- Ба Чи
- Бин Дай
- Тяу Тхан
- Чо Лат
- Жионг Чом
- Мо Кай
- Тхан Фу